# Ixtlilton
Ixtlilton (tłum. „Mała Czarna Twarz”) – aztecki bóg medycyny, lecznictwa, zabawy, dzieci, kwiatów oraz zdrowia, ale też ucztowania, wina i opilstwa. Uznawany za pokojowe i łagodne bóstwo. Powiązany był również z takimi aspektami życia jak: taniec i wróżbiarstwo. Jego bratem był Xochipilli.
W jego świątyni przechowywano dzbany z tzw. czarną wodą (tlilatl), którą podawano chorym dzieciom. Kapłan, działając jako Ixtlilton, przynosił wodę do domu chorego dziecka. Jeśli wyzdrowiało rodzina wydawała ucztę z muzyką i zabawami na cześć bóstwa, którego rzeźbę przynoszono do domu chorego. W czasie jej trwania spożywano pulque wierząc, że to Ixtlilton otwiera świeże słoje przygotowane dla biesiadników. Zabawa kończyła się sprawdzeniem przez azteckiego kapłana słoi codziennego użytku, które stały na dziedzińcu domu. Gdy okazało się, że są one zanieczyszczone, uznawano, że pan domu prowadzi złe życie, jest złodziejem lub cudzołożnikiem, wówczas kapłan wręczał mu maskę, by ukryć jego twarz przed drwinami przyjaciółmi.

## W Meksyku
Ixtlilton był ponadto bogiem kwiatów, tańca, zabaw i świętowania oraz opilstwa, nietrzeźwości i wina. Wierzono, że gdy odmówi się odpowiednie modlitwy i złoży ofiary, to bóg ten dostarczy choremu czarę z uzdrawiającym napojem. Szczególnymi łaskami obdarzał on dzieci będąc ich patronem.

## W mitologii Azteckiej
Ixtlilton w mitologii Azteckiej był bratem Chicomexochitl lub Chicomenochtli i był bogiem uzdrawiania i opilstwa. Należał do grupy azteckich bogów przyjemności i rozrywki.Jego bratem był Xochipilli („Książę Kwiatów”)
Był patronem jedenastego dnia (ozomatli – „małpa”) z dwudziestodniowego cyklu i siódmej godziny dziennej.